# Видное
Ви́дное — город в Московской области России (до 1965 года — рабочий посёлок).
Административный центр Ленинского городского округа. Ранее был центром Ленинского (Ульяновского) района. Один из городов — спутников Москвы.
В 2006 году занял первое место в конкурсе «Самый благоустроенный город России» среди населённых пунктов с населением менее 100 000 человек.

## Этимология
Основан в конце XIX века как дачный посёлок, в 1902 году принято название Видное. Современная городская застройка связана с ростом поселка коксогазового завода, получившего в 1949 году статус рабочего посёлка и название Видное. Из этих поселков в 1965 году образован город Видное.

## География
Расположен на Теплостанской возвышенности на реке Битце (левый приток реки Пахры) в трёх километрах к югу от Московской кольцевой автомобильной дороги.
С севера на юг город пересекают железная дорога Павелецкого направления Московского-Курского отделения МЖД и трасса М4 «Дон». В городе имеется остановочный пункт Расторгуево Павелецкого направления.
Город имеет радиальную планировку. Вытянут с запада на восток. Состоит из трёх частей: западной, в прошлом дачный посёлок Расторгу́ево (ныне Видное-2), застроенной по дачному типу; центральной, застроенной по городскому типу; восточной, в которой расположены в основном промышленные и торговые предприятия и складские помещения. Западная часть отделена от центральной железной дорогой Павелецкого направления и трассой М4 «Дон». Центральная от восточной (жилые массивы от промышленных предприятий) — санитарно-защитной зоной (Видновский лесопарк). На окраинах города расположено несколько крупных многоэтажных жилых комплексов, преимущественно на севере, западе и юге (наибольшее количество).

## История

### Паринки (Апаринки), Видное
В 1651 году ловчий Афанасий Заболоцкий получил во владение на Каширской дороге «пустошь Паренку меньшую Верхнюю, да пустошь Паренку Нижнюю» с семью селищами. Через четверть века здесь уже существовала деревня Паринки с двором боярским.
Владение на Большой Каширской дороге не раз передавалось из рук в руки, меняло владельцев. Часть сельца Паринки получила новое название: «едучи с Москвы по правую сторону» от сельца Паринки обособившиеся дома и постройки получили название сельцо Видное. Перемена названия скорее всего была вызвана сентиментальностью владельцев.
Усадьба Видное известна с начала XIX века.
В 1825 году коллежский асессор Гавриил Иванович Дурново владел казённой пустошью Тоскуево Подольского уезда Московской губернии при сельце Паринки—Видное.
В 1828 году в газете «Московские ведомости» публикуется следующее объявление:
За отъездом из Москвы продаётся подмосковное сельцо Видное, Паринки тож, расстоянием от Москвы по большой Каширской дороге, на 19 верст, в коей по последней ревизии крестьян мужеска пола 41 душа, из которых поступают в продажу 39 ревизских душ наличных же будешь больше, земли слишком 410 десятин, в том числе 60 десятин дровяного лесу, земли на господ пашется по 24 десятин сороковых в каждом поле, которая и засеяна вся семенами, сена накашивается до 5000 пудов;
при оном сельце господский дом со службами и английский сад, в коем 4 разных видов беседки и машинный с двумя фонтанами колодезь, сажалка и пруд рыбою, каменные оранжереи с цветами, разного рода фруктовыми деревьями и виноградом, грунтовые сараи каменные с французскими сливами и шпанскими вишнями, две каменные теплицы с разными иностранными растениями и ананасами, хлебный магазин деревянный, в которой ссыпается до 1000 четвертей разного хлеба, каменная кладовая и кузница, скотный двор деревянный, при котором пруд с рыбою; дохода приносит от хлеба,сена и фруктов до 9000 р., а сверх того получается ещё ежегодно по 900 р. за пастбище прогонного скота.
О цене узнать можно ежедневно до 12 часов полудня, на Петровке, рядом с Петровским монастырём, в собственном доме продавца Гаврилы Ивановича Дурново; в ономь же доме ежедневно до 12 часов полудня;
в оном же доме продаётся щебень по 5 к. серебра., колымажка и несколько саженей бутового камня, о цене которого спросит дворника Василия Агафоновова Кузнецова.

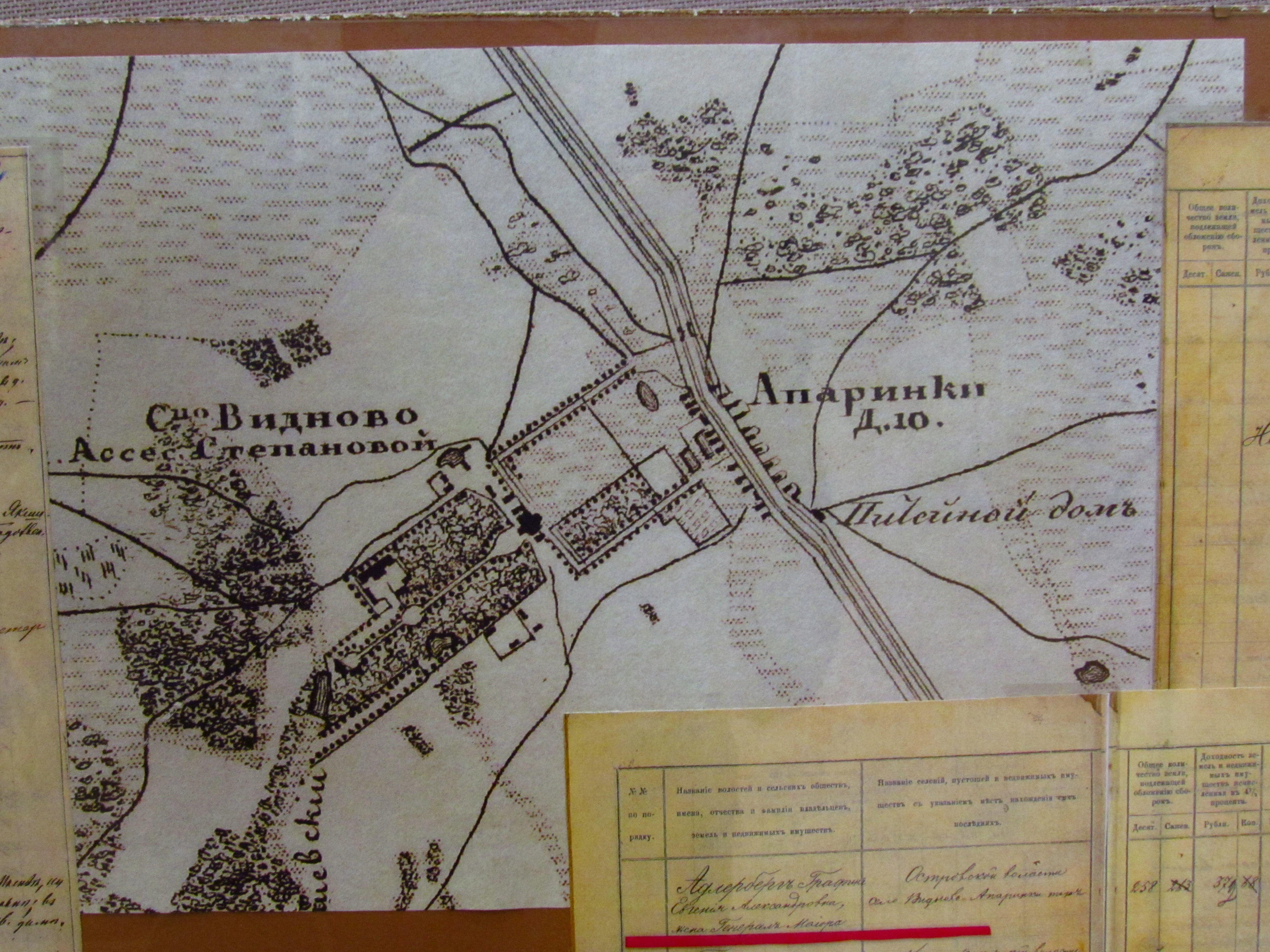
«Сельцо Видново асессорши Степановой». Экспозиция Историко-культурного центра Ленинского района

В 1830-е годы Видное перешло к коллежской асессорше Е. М. Степановой. Её муж был кавалергардом, ополченцем участвовал в Отечественной войне 1812 года, позднее служил в Министерстве финансов. Сохранилась карта Московской губернии 1838 года, на которую нанесён план усадьбы. На плане обозначены въезд со стороны Каширского тракта, главный дом, парк, пруды, хозяйственные строения, проложенные через всю усадьбу длинные аллеи. С этого времени данное владение Подольского уезда обозначается в документах как «имение Видное, Апаринки тож».
Во второй половине XIX века усадьбой владел государственный деятель граф Н. В. Адлерберг, затем — его племянница графиня Е. А. Адлерберг (урождённая Галль).

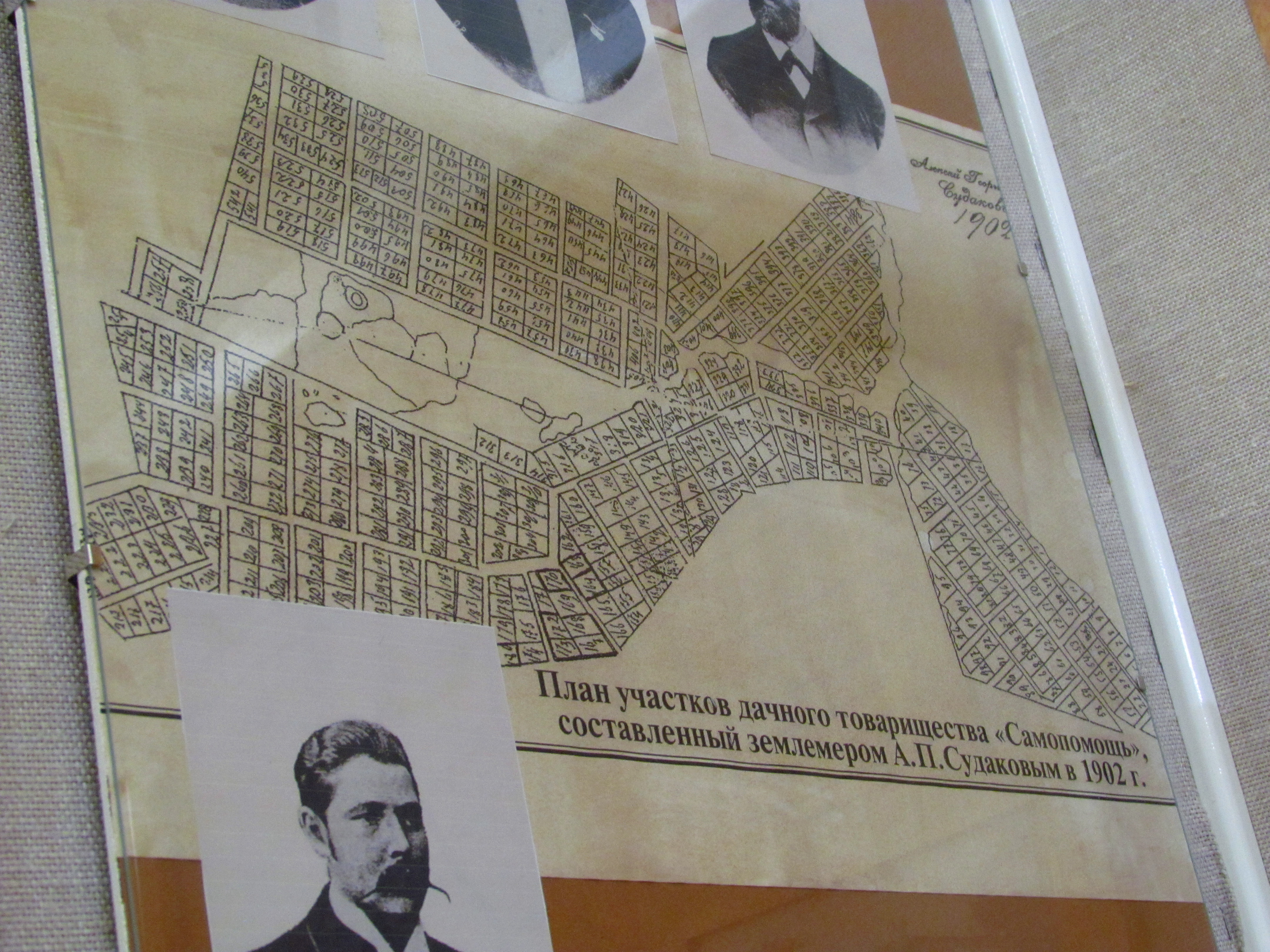
План участков дачного товарищества «Самопомощь», 1902 год. Экспозиция Историко-культурного центра Ленинского района

Строительство дач на территории нынешнего города началось в конце XIX века. На рубеже XX века имение было выкуплено акционерным обществом «Самопомощь», земля была разбита на участки и распродана. В 1902 году создано товарищество дачников и официально утверждён дачный посёлок Видное.
Видное вошло в состав Сухановской волости.
В настоящее время на месте имения располагается Московский учебный центр Федеральной противопожарной службы МЧС РФ. О дачном прошлом Видного косвенно свидетельствует весьма нелогичная адресация типа «улица 7-я линия». Лишь малая часть посёлка сохранила первоначальный облик как деревня Малое Видное.
В 1911 году поблизости находилась усадьба М. Д. Ставровского.

### Расторгуево

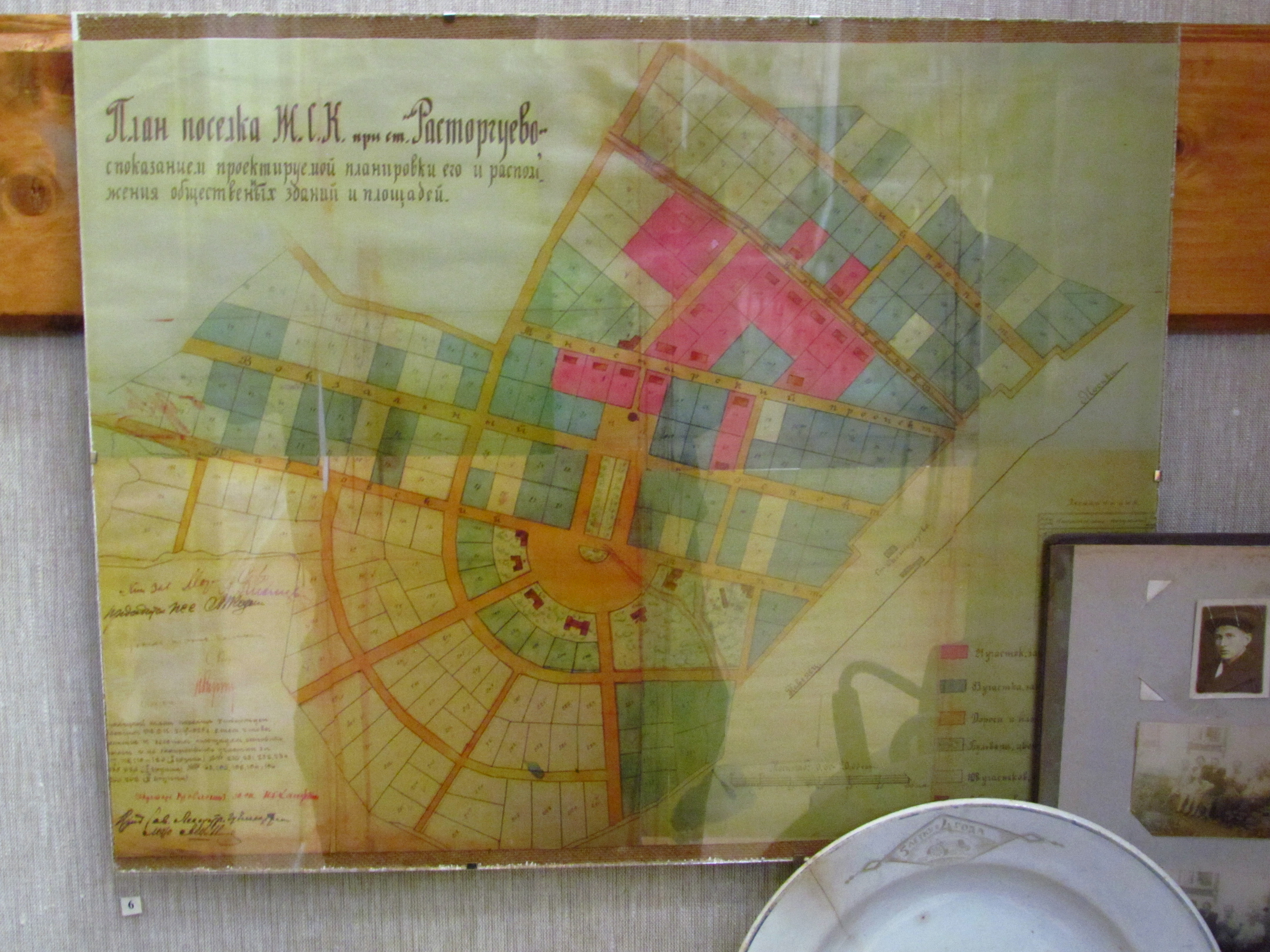
План посёлка ЖСК при остановочном пункте Расторгуево. Экспозиция Историко-культурного центра Ленинского района

В 1900 году вблизи имения купца 1-й гильдии, почётного гражданина Москвы Д. А. Расторгуева была построена железная дорога. В том же 1900 году создан остановочный пункт Расторгуево. В 1909—1910 годах основан прилегающий к нему с запада дачный посёлок Фельдмаршальский. После Революции 1917 года посёлок был переименован в Расторгуево. Расторгуево вошёл в состав Сухановской волости. В 1965 году дачный посёлок Расторгуево включён в состав города Видного, ныне бывший посёлок называется Видное-2.
В 1925 году в посёлке Расторгуево на общественных началах по инициативе жительницы посёлка А. С. Савельевой была открыта библиотека. В начале 1930-х годов библиотека работала в здании поселкового совета. В 1977 году состоялось официальное открытие библиотеки в здании на ул. Вокзальной, д. 8. С 1956 года по настоящее время библиотека работает в по адресу: г. Видное, ул. Булатниковская, № 1/15. Библиотека ведёт краеведческую работу.

### Рабочий посёлок Видное
Основой города Видного стал рабочий посёлок при Московском коксогазовом заводе («Москокс»). Наиболее старая часть городского застройки связана с этим посёлком.
В 1935 году был принят Генеральный план реконструкции Москвы. Было принято решение о строительстве в Ленинском районе, в 5 км от остановочного пункта Расторгуево большого коксогазового завода «Москокс» для обеспечения столицы дешёвым топливом и литейным коксом.
Строительство коксогазового завода началось в октябре 1937 года. Из разных регионов страны приехали опытные рабочие. Для жилья строителей были возведены деревянные бараки на так называемом Временном посёлке. Великая Отечественная война приостановила строительство. В уже построенных помещениях разместились склады и мастерские по ремонту боевой техники.
После войны строительство коксогазового завода было продолжено. В 1949 году в трёх километрах от завода, за лесной защитной зоной, началось строительство благоустроенного постоянного рабочего посёлка Видное, получившего название от дачного посёлка Видное (статус рабочего посёлка с того же 1949 года). Авторами проекта стали архитектор Б. В. Ефимович и инженер-конструктор А. М. Рузский. Центральные улицы посёлка — Школьная, Садовая, Заводская, Радиальные и другие были застроены двухэтажными кирпичными домами оригинальной нестандартной формы. В эти же годы получила своё оформление Советская площадь. Были построены магазины, школы, поликлиника, детские ясли и сады, Дом культуры и другие общественные здания. 2 апреля 1951 года завод дал первый литейный кокс и коксовый газ.
В 1949—1959 годах рабочий посёлок Видное находился в административном подчинении города Москвы.
В 1959 году был передан в состав Ленинского района. 26 ноября 1959 года исполнительный комитет Московского областного совета депутатов трудящихся (Мособлисполком) постановил перенести центр Ленинского района из посёлка Ленино в рабочий посёлок Видное, но Президиум Верховного совета РСФСР не утвердил это решение.
В августе 1960 года с включением северной части Ленинского района вместе с посёлком Ленино (давшим название району) в состав Москвы рабочий посёлок Видное вошёл в состав Ульяновского района, образованного 18 августа 1960 года.
Несмотря на ликвидацию посёлка Ленино как отдельного населённого пункта, он формально являлся центром нового Ульяновского района и оставался им до ликвидации района 1 февраля 1963 года.
В 1963—1965 годах Видное входило в состав Ленинского укрупнённого сельского района.

### Тимохово
На части территории современного города Видного находилась деревня Тимохово. Деревня располагалась на северном берегу Тимоховского пруда, между прудом и современной Строительной улицей до края оврага за домом № 2б на Советской улице. Часть Советской улицы проложена по территории деревни.
В 1812 году Мария Семёновна Бахметьева основала в деревне усадьбу Тимохово-Салазкино (ныне в западной части города Видного).
Тимохово непосредственно прилегало к Видному с юга. Деревня вошла в черту города Видного. Последние частные деревянные дома были снесены в первой половине 1980-х годов.
Название деревни сохранилось в нескольких топонимах: Тимоховский пруд, Тимоховский овраг, Тимоховский парк. Неоднократно ставился вопрос о переименовании Советской улицы в Тимоховскую.

### Жуково
На части территории современного города Видного находилась также деревня Жуково. Деревня располагалась параллельно современному проспекту Ленинского Комсомола между Битцевским и Жуковским проездами города Видного.
В 1930-е годы в деревне был организован колхоз имени Н. С. Хрущёва. В деревне имелся скотный двор, конюшня, кузница, пожарный пункт. В конце 1941 года на окраине Жукова был расквартирован зенитный полк, установлены три батареи по четыре орудия, вырыты землянки для солдат, оборудован штаб. Восьмая батарея находилась в мелком кустарнике между деревнями Жуково и Тимохово.
В 1918 году в деревне родился И. Ф. Модяев, первый заместитель командующего воздушной армией, заместитель начальника Главного штаба ВВС по лётной службе, генерал-полковник авиации.
Деревня вошла в черту города Видного и была полностью снесена.
Название деревни сохранилось в нескольких топонимах: Жуковский проезд, Жуковский овраг, Жуковский лесопарк.
Также на территории современного Видного с северной стороны Завидной улицы находился населённый пункт Орджоникидзе.

### Город Видное
13 января 1965 года Указом Президиума Верховного Совета РСФСР рабочий посёлок Видное получил статус города областного подчинения и стал центром Ленинского района.
В 1965—2019 годах — центр Ленинского района Московской области.
В 1965—2002 годах Видное имел статус города областного подчинения Московской области.
В 2002 году город Видное был лишён статуса города областного подчинения и включён в состав Ленинского района.
С 2010-х годов Видное и Ленинский район становятся очагом массовой жилой застройки (17 жилых комплексов в городе).
Крупнейшие жилые комплексы Видного:
- центральная часть города
  - центр — микрорайон Солнечный
  - север — ЖК Зелёные Аллеи (2015)
  - юг — жилые дома по Ольховой улице, микрорайон Берёзовая роща (2005—2019), миниполис Радужный (2011, в том числе квартал Краски Жизни, 2016—2018), микрорайон Завидное (2014), микрорайон Южное Видное (2014—2020)
- западная часть города — ЖК Видный город (к западу от микрорайона Расторгуево, 2017—2021)
- восточная часть города — ЖК Видный (рядом с деревней Таболово, 2014—2016).

С 2006 до 2019 годы город Видное был административным центром городского поселения Видное в составе Ленинского муниципального района.
В 2019 году Видное вновь получило статус города областного подчинения, став центром Ленинского городского округа.

## Население
| 1959    | 1967    | 1970    | 1979    | 1989     | 1992     | 1996     | 1998    | 2000    | 2001    | 2002    | 2003    |
| ------- | ------- | ------- | ------- | -------- | -------- | -------- | ------- | ------- | ------- | ------- | ------- |
| 14 191  | ↗32 000 | ↗35 446 | ↗44 208 | ↗55 829  | ↗56 700  | ↘55 200  | ↘54 600 | ↘53 800 | ↘53 300 | ↘52 198 | ↗52 200 |
| 2005    | 2006    | 2007    | 2008    | 2009     | 2010     | 2011     | 2012    | 2013    | 2014    | 2015    | 2016    |
| ↗53 100 | ↘51 043 | ↗53 300 | ↗53 714 | ↗54 615  | ↗56 752  | ↗56 800  | ↗57 414 | ↘57 267 | ↗57 358 | ↗59 334 | ↗62 355 |
| 2017    | 2018    | 2019    | 2020    | 2021     | 2023     | 2024     |         |         |         |         |         |
| ↗65 074 | ↗66 158 | ↗71 482 | ↗77 018 | ↗101 490 | ↗103 957 | ↗106 222 |         |         |         |         |         |

На 1 января 2025 года по численности населения город находился на 157-м месте из 1124 городов Российской Федерации.

## Промышленность
Промышленные предприятия:
- АО «Московский коксогазовый завод» (АО «Москокс»). С 2006 года — в структуре компании «Мечел»[5] (литейный кокс, бензол, каменноугольная смола[5], жидкий аммиак, кислород, азот, моющие средства, стальная сетка, электролит).
- Комбинат «Гипсобетон»[5] (гипс, сборные ЖБК, стеновые материалы).
- MEGA-GROUP (аренда площадей) бывший ВЗ ГИАП — НИИ азотной промышленности.
- ООО «МЕГАПАК» (слабоалкогольные и безалкогольные напитки)[5].
- ООО «Видновский бетонный завод».

## Транспорт

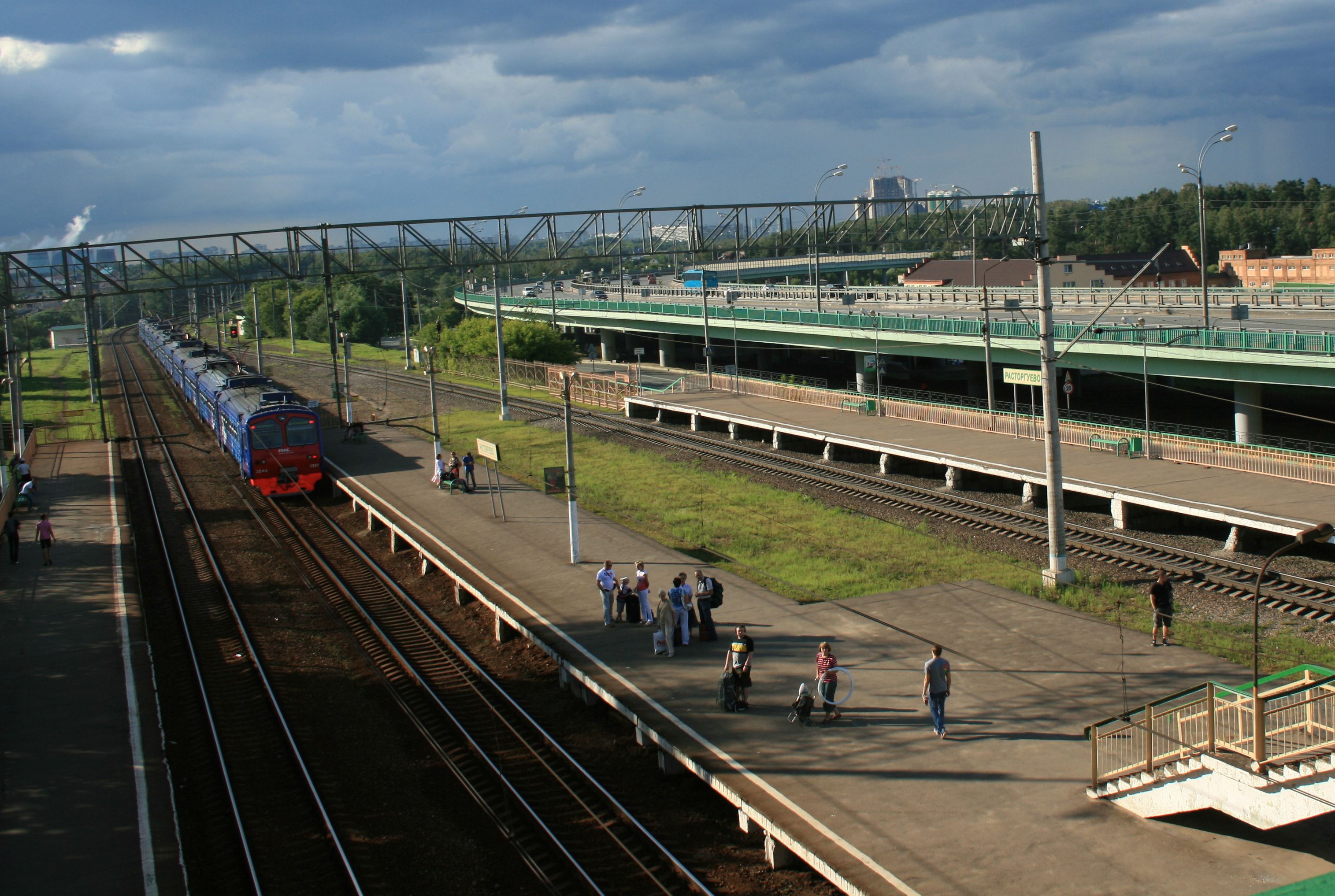
Остановочный пункт Расторгуево

Автобусное сообщение по Видному (маршруты 2, 3, 6, 7, 8, 31к, 33к) с Москвой (маршруты 364, 379, 471р, 471е, 489, 1019, 1020, 1040) и ближайшими поселениями (маршруты 10, 24, 27, 29, 35, 44, 59). Большую часть автобусных маршрутов города с 10 сентября 2024 года обслуживает АО «Мострансавто». Со второго квартала 2025 года к обслуживанию маршрутов 364, 471р, 471е, 489 приступит ГУП «Мосгортранс»[52].
- Имеется внутригородское троллейбусное сообщение (4 маршрута, на 23 января 2025 года, в парке 22 машины). С момента открытия троллейбуса и до 2021 года Видное являлось самым маленьким по численности населения городом России, в котором действует троллейбус (не считая Алушты). С 2021 года, этот «титул» принадлежит Ленинску-Кузнецкому. Перевозку пассажиров осуществляет МУП «Видновский троллейбусный парк».
- По окраине города проходит участок Московской железной дороги Павелецкого направления с остановочным пунктом Расторгуево.
Вдоль железной дороги проходит федеральная автомобильная дорога М4 «Дон».  - Карта автобусных маршрутов города Видное
  - Карта автобусных маршрутов окрестностей города

## Культура и природа
- Екатерининская пустынь — действующий мужской монастырь. Основан не ранее 1658 года по указу царя Алексея Михайловича. Закрыт в 1918 году. В 1931—1991 годах — объект ОГПУ — НКВД — МВД[5]. В годы сталинских репрессий и до конца 1950-х годов в зданиях монастыря располагалась Сухановская особорежимная тюрьма (так называемая «Сухановка»), служившая местом содержания, пыток и казней особо важных арестованных и осуждённых (включая Исаака Бабеля и Николая Ежова). Возрождён в 1992 году[5].
- Белокаменный барочный Храм Успения Пресвятой Богородицы. Построен в 1705—1721 годы в усадьбе Та́болово по заказу П. М. Апраксина[5], сподвижника Петра I. Церковь и надвратная колокольня храма являются объектами культурного наследия федерального значения[53][54].
- Храм Рождества Пресвятой Богородицы в Тарычёве. Построен в 1764 году. Объект культурного наследия федерального значения[55].
- Храм Великомученика Георгия Победоносца 2005 года. Освящён в 2007 году[56][57].
- Храм Александра Невского 2014 года.
- Усадьба Видное. Другое название: Липки. Известна с начала XIX века. Сохранился большой пейзажный липовый парк с прудами[10].
- Усадьба Тимохово-Салазкино. Основана в 1812 году. Объект культурного наследия регионального значения[58]
- В центре Видного находятся Аллея Славы, Советская площадь и Историко-культурный центр Ленинского района с музейной краеведческой экспозицией[59].
- Видновский лесопарк

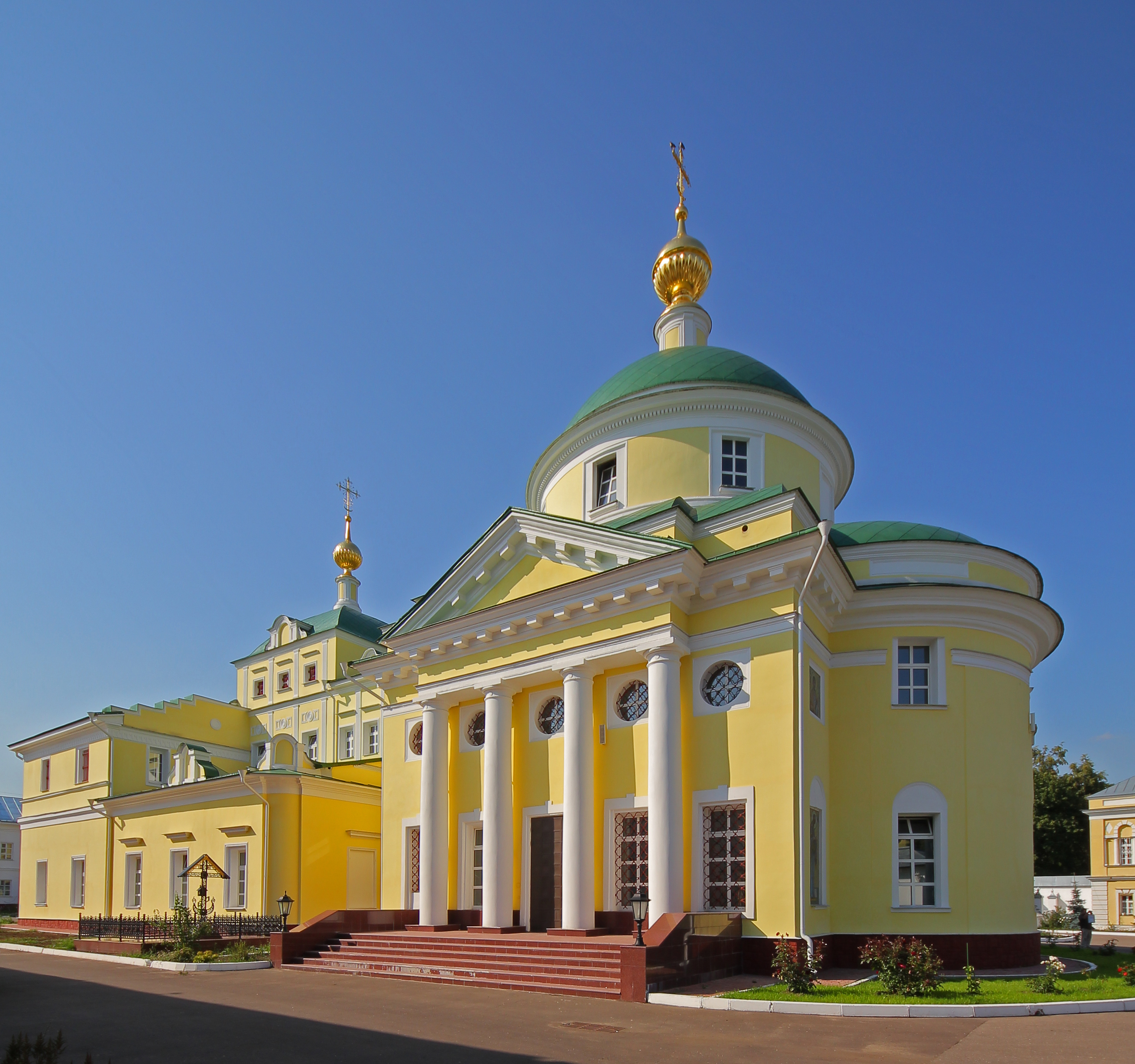
Екатерининская пустынь
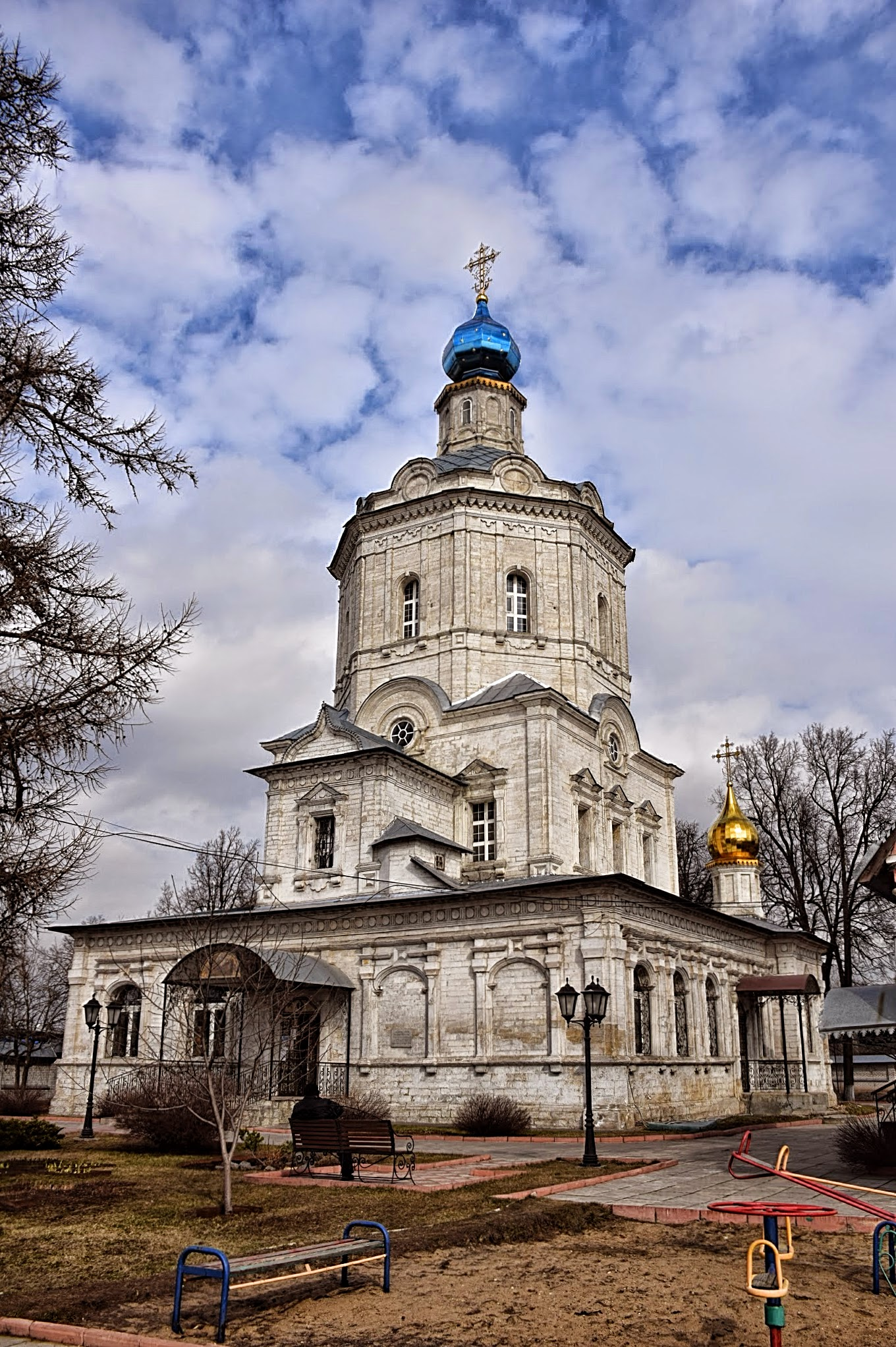
Храм Успения Пресвятой Богородицы в Таболове
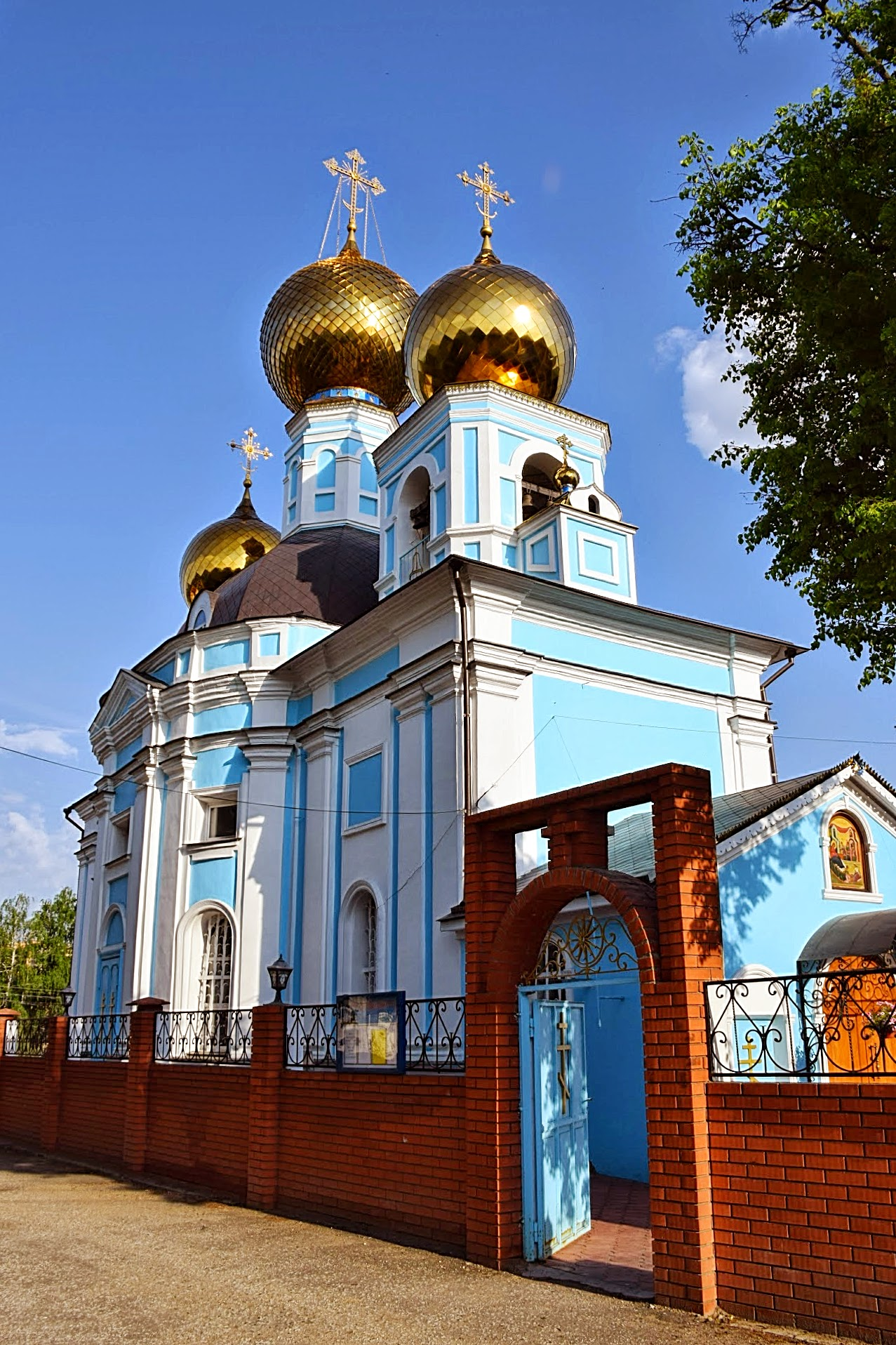
Храм Рождества Пресвятой Богородицы в Тарычёве
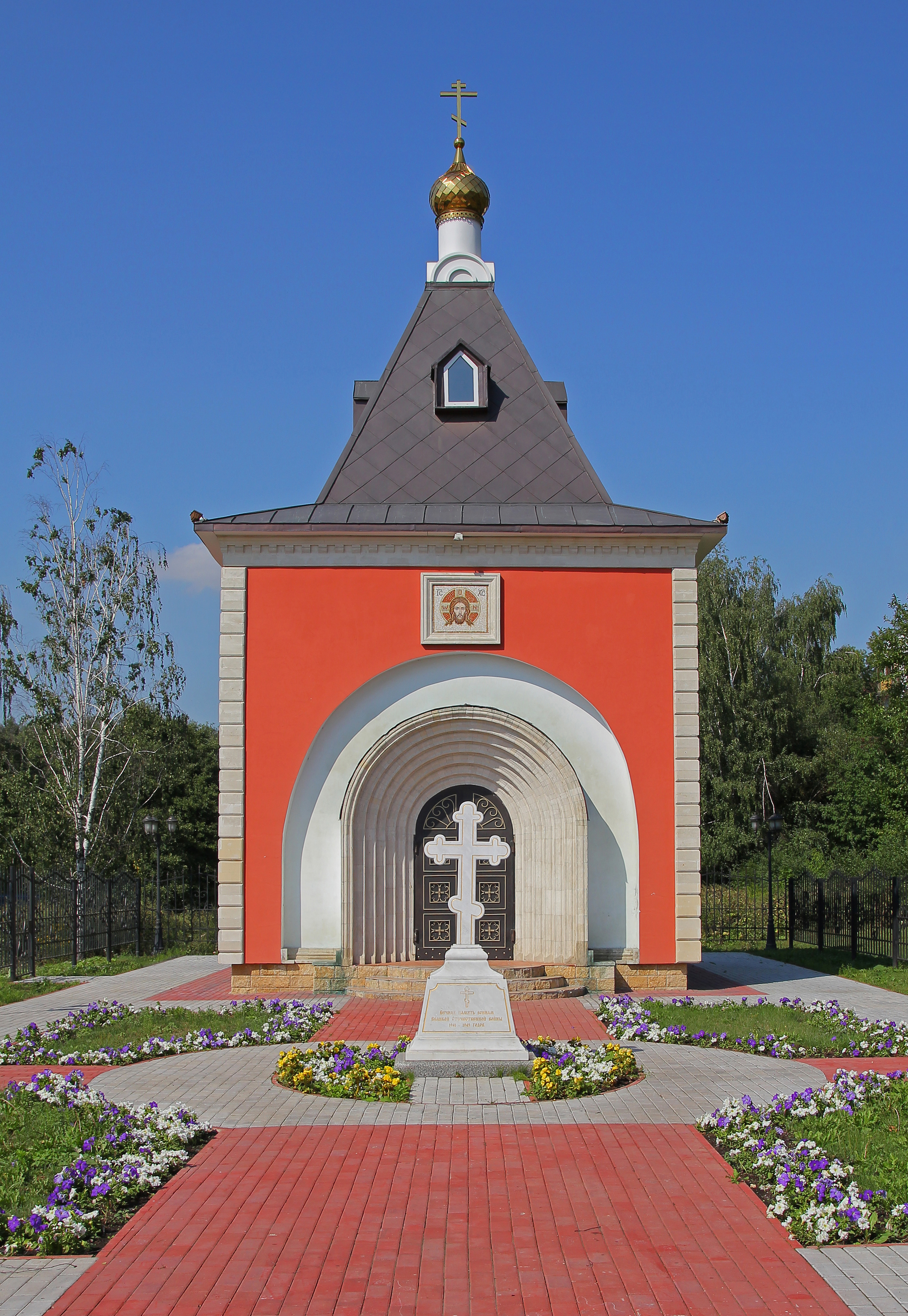
Часовня Александра Невского
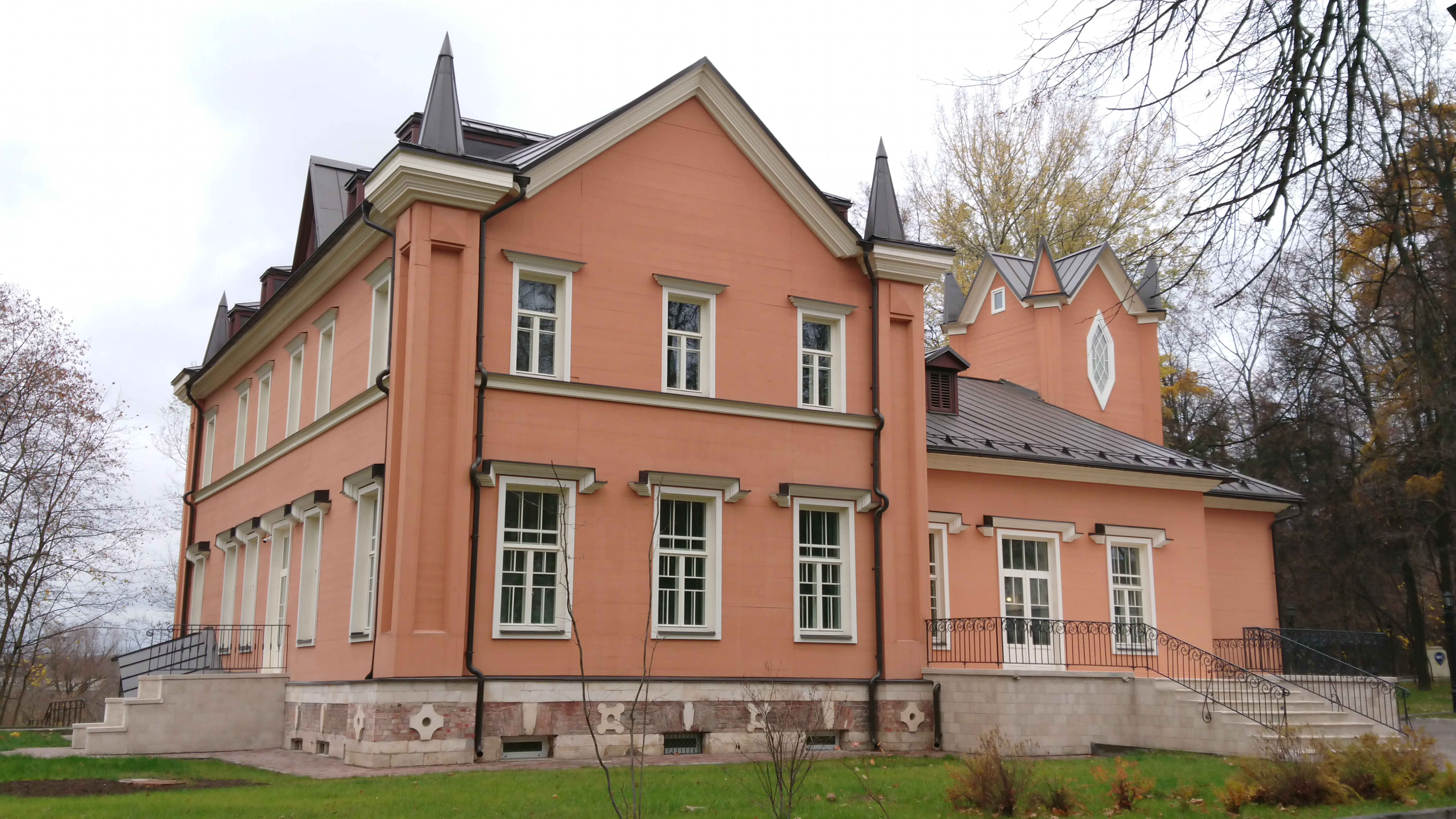
Главный дом усадьбы Тимохово-Салазкино
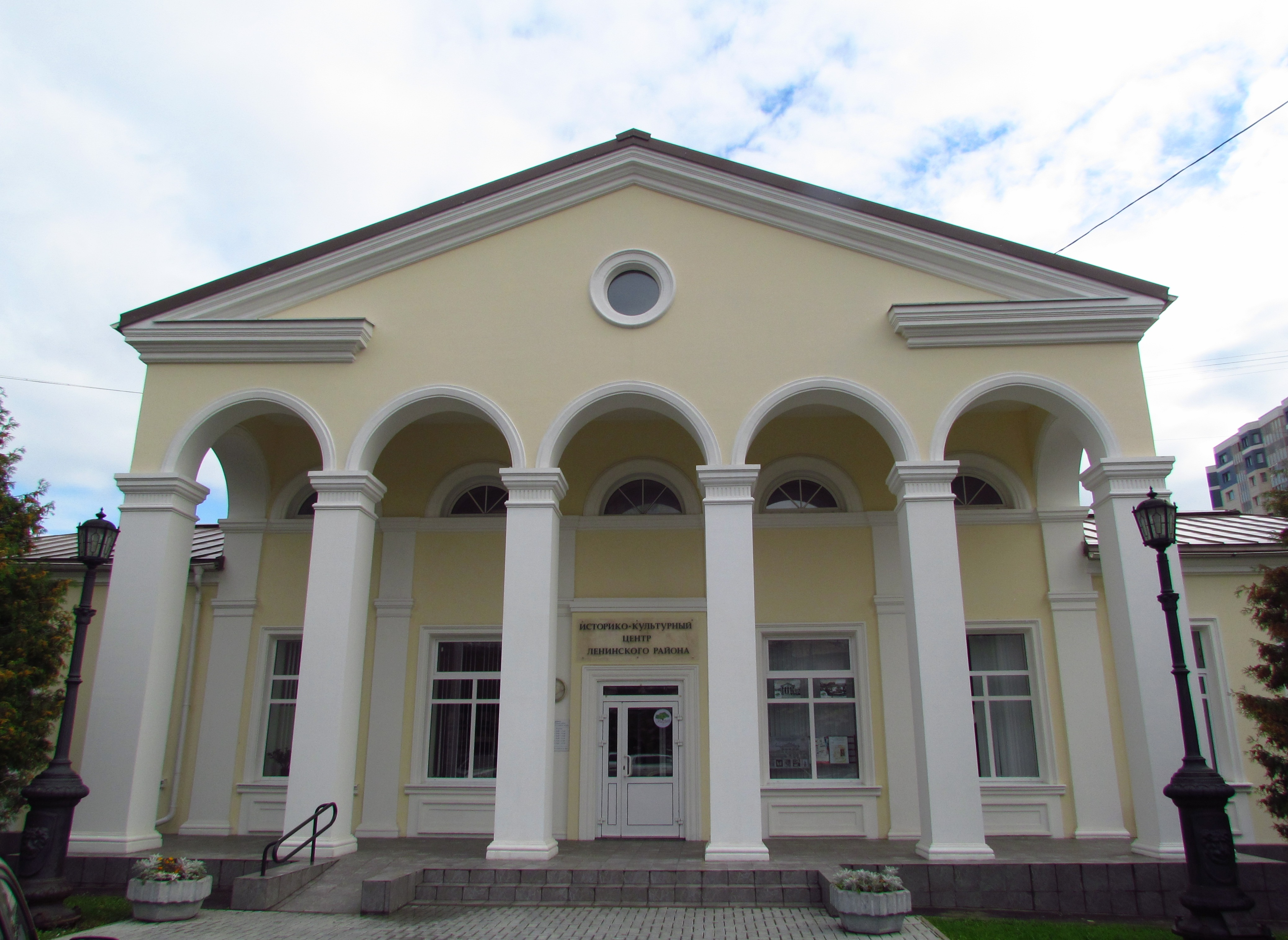
Историко-культурный центр Ленинского района
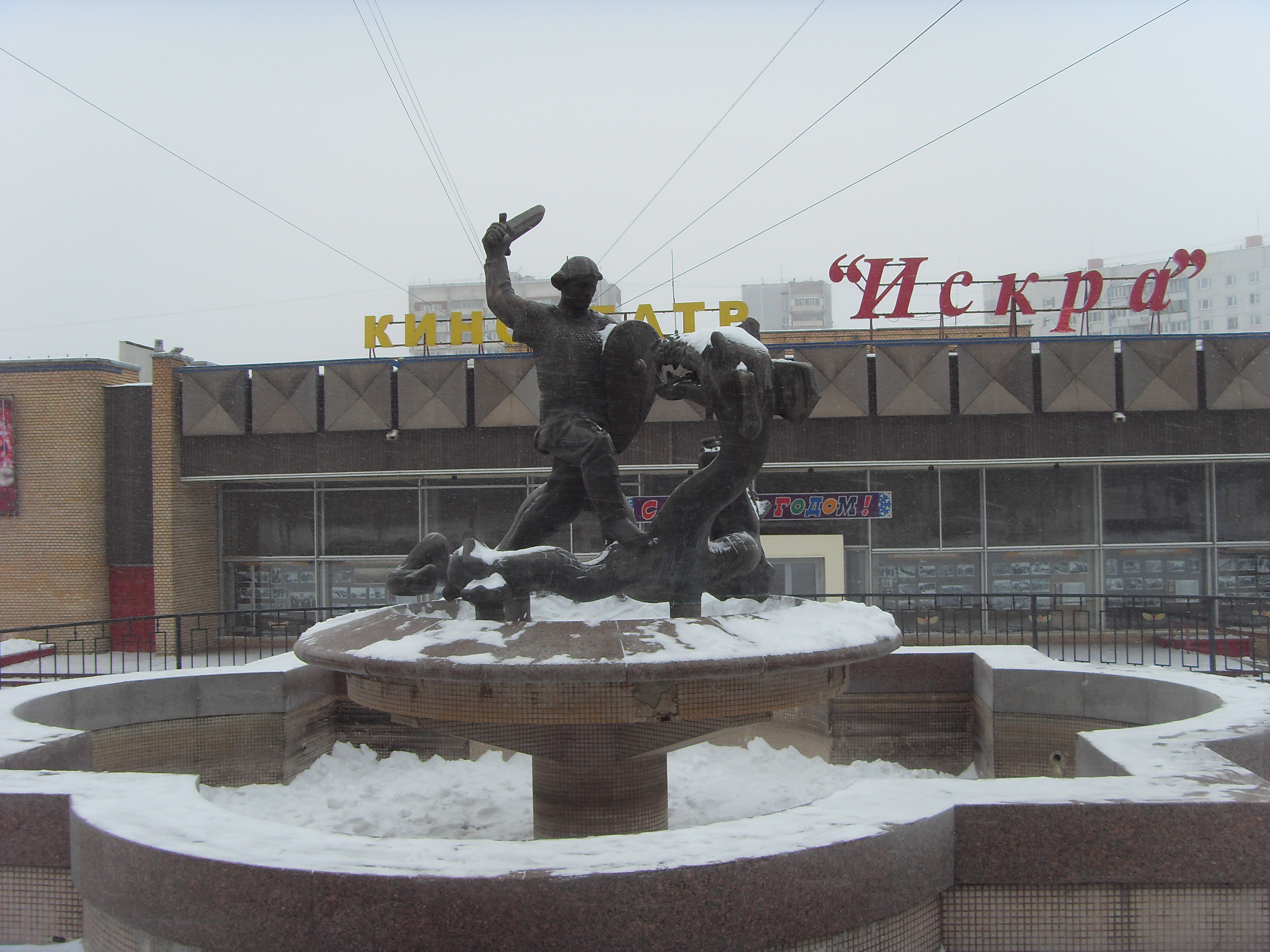
Памятник победы советского народа над фашистской Германией в Великой Отечественной войне

## Образование и здравоохранение
В Видном действует Московский региональный социально-экономический институт. В Видном имеется 11 действующих школ, а также центр образования «Русская школа».
В городе функционирует Видновская клиническая больница.

## Наука
- Всероссийский научно-исследовательский институт технологии консервирования, являющийся филиалом научного учреждения «Федеральный научный центр пищевых систем им. В. М. Горбатова»[5].

## Спорт

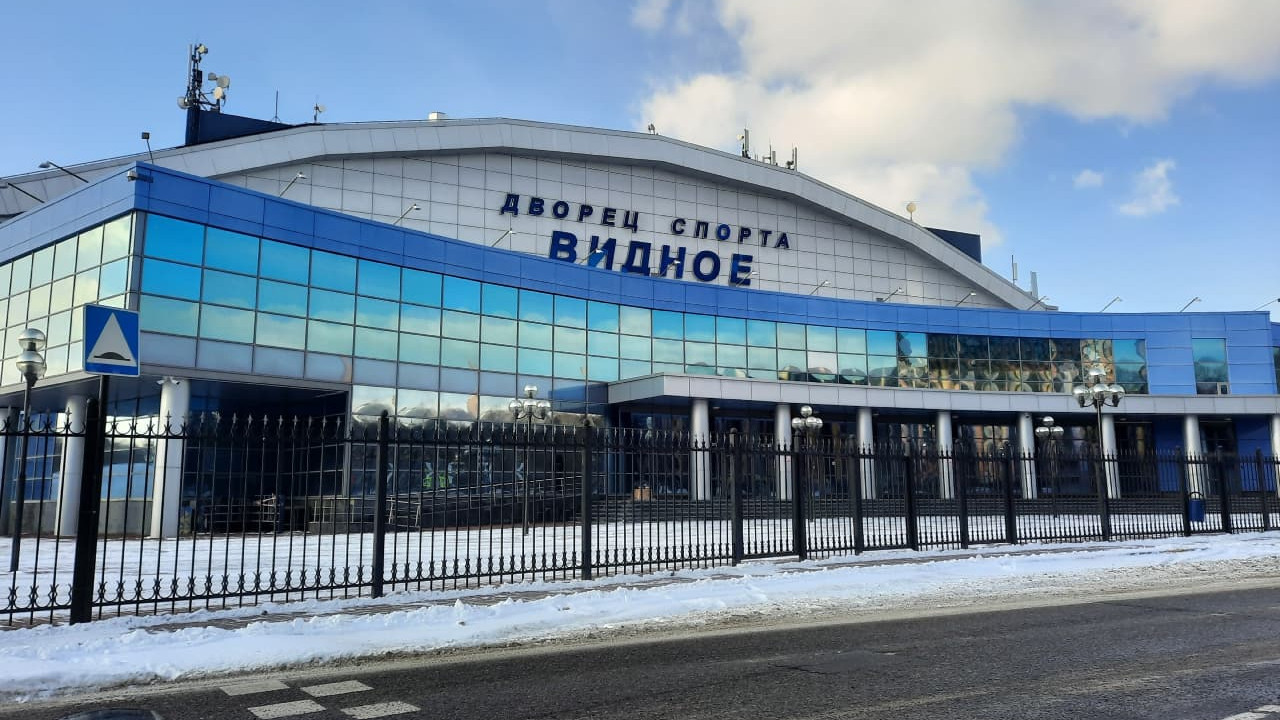
Дворец спорта «Видное»

- В городе работает дворец спорта «Видное» (открыт в 2006 году; 4 тысячи мест[5]), ледовый дворец «Арктика», футбольный стадион «Металлург», бассейны, несколько подростковых спортивных клубов.
- Женский баскетбольный клуб «Спарта&К». Основан в 2005 году. 2-кратный чемпион России (2007, 2008), 4-кратный победитель Евролиги (2007—2010), обладатель Кубка Европы (2006)[5] и Суперкубка Европы (2009, 2010). Домашняя арена — дворец спорта «Видное»
- Хоккейная команда «Металлург» — 3-кратный бронзовый призёр Объединённой Московской хоккейной лиги дивизион «Лидер» (2012—2014).
- Футбольный клуб «Видное».

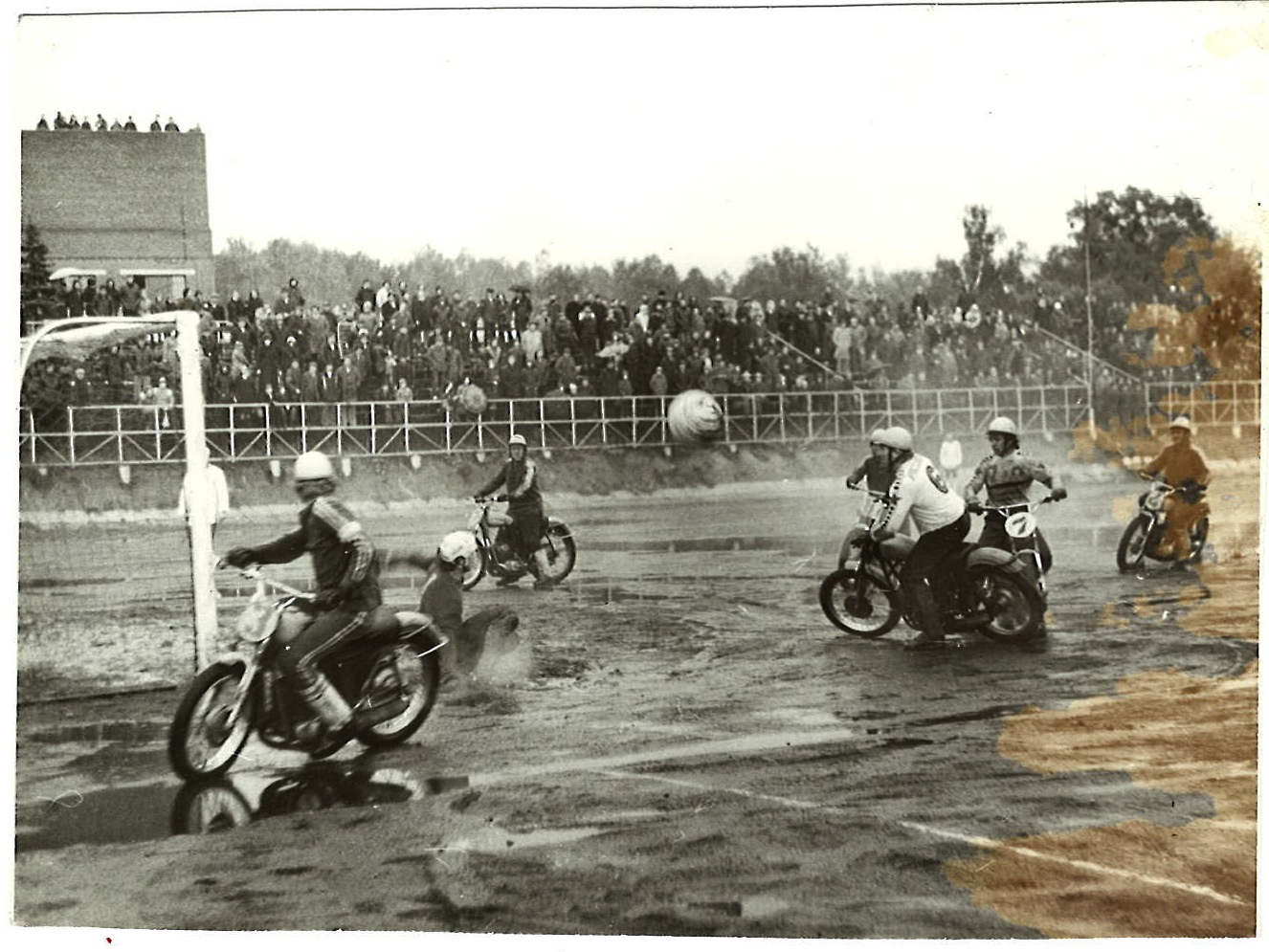
Мотобол в Видном, 1979

- Видное является одним из двух центров развития мотобола (футбола на мотоциклах) в СССР и России (наряду с городом Ковровом Владимирской области). Мотобольная команда «Металлург» создана в 1971 году[5]. Является победителем единственного розыгрыша Кубка европейских чемпионов (1995)[5], 11-кратным чемпионом Восточной Европейской лиги (2000, 2002—2011), 8-кратным чемпионом СССР[5] (1979—1981, 1983, 1985, 1987, 1989, 1991), 24-кратным чемпионом России (1993—1998, 2000, 2002—2019)[5], 2-кратным обладателем Кубка СССР (1981, 1991), 16-кратным обладателем Кубка России (1992, 1994—1997, 1999, 2002—2012). 23 игрока команды «Металлург» защищали честь страны в составе сборных команд СССР и России на первенствах Европы. Город Видное принимал 3 чемпионата Европы по мотоболу[5]: в 1992 году — VII чемпионат (победитель — сборная команда России), в 1998 году — XIII чемпионат (победитель — сборная команда России), в 2006 году — XXI чемпионат (победитель — сборная команда России).

## Средства массовой информации
В городе выпускаются газеты «Видновские вести» (1990) и «Районный Ленинец», (1931), «Московский коксохимик» (2005), «Территория рекламы» (2006), «ГородOK рекламы» (2009), «Экспресс предложений» (2010), журнал «Помидор city» (2010).
Работает кабельное телевидение «Видное ТВ».

## Города-побратимы и города-партнёры
Видное поддерживает побратимские отношения с:
| Страна     | Город-побратим      | Год установления связи |
| ---------- | ------------------- | ---------------------- |
| Нидерланды | Лоссер              | -                      |
| Греция     | Глифада район Афины | -                      |
| Кыргызстан | Кант                | -                      |
| Китай      | Шаосин              | -                      |
| Финляндия  | Туусула             | -                      |
| Шри-Ланка  | Нувара Элия         |                        |

## Галерея

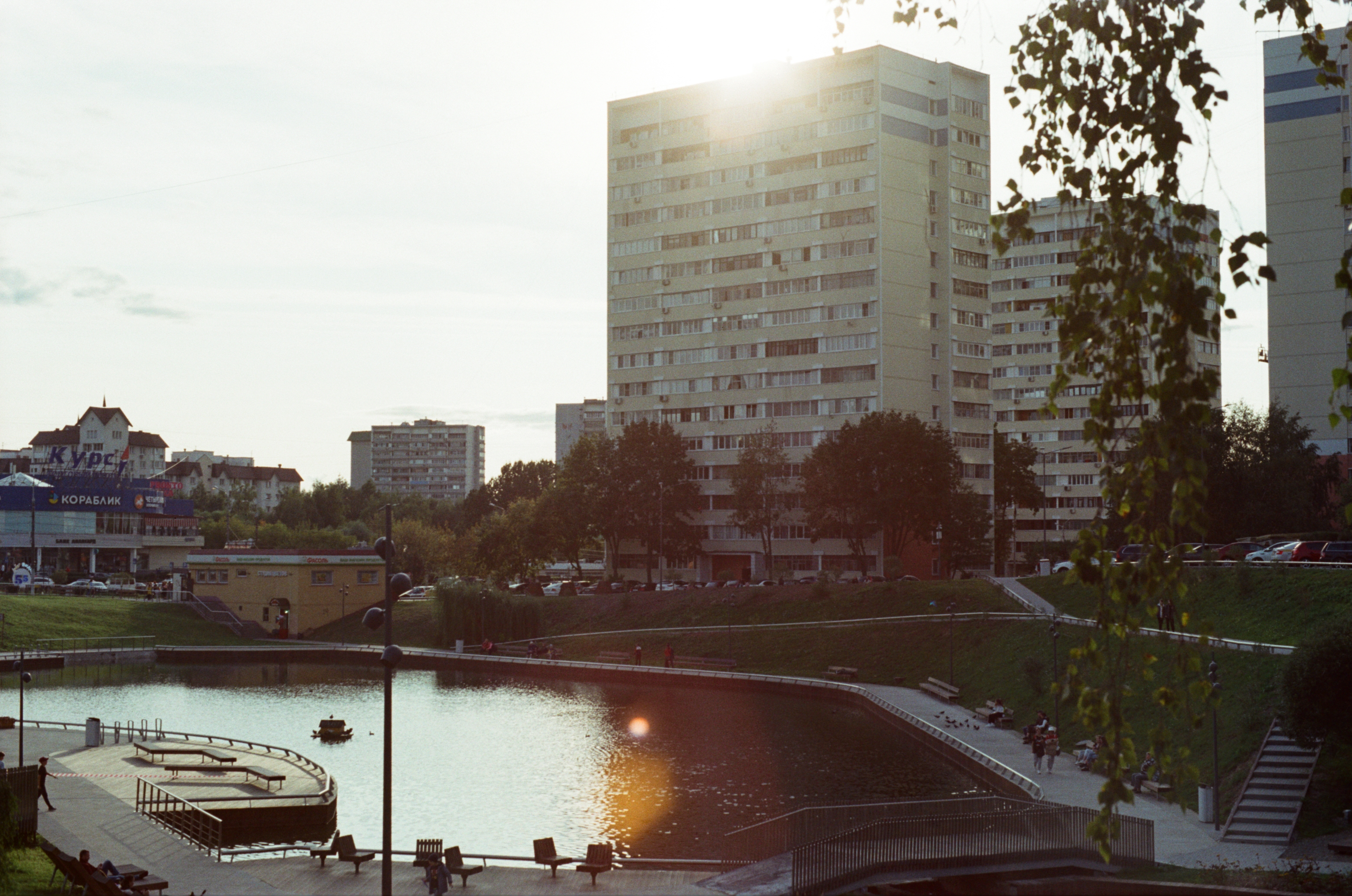
Тимоховский пруд в центре
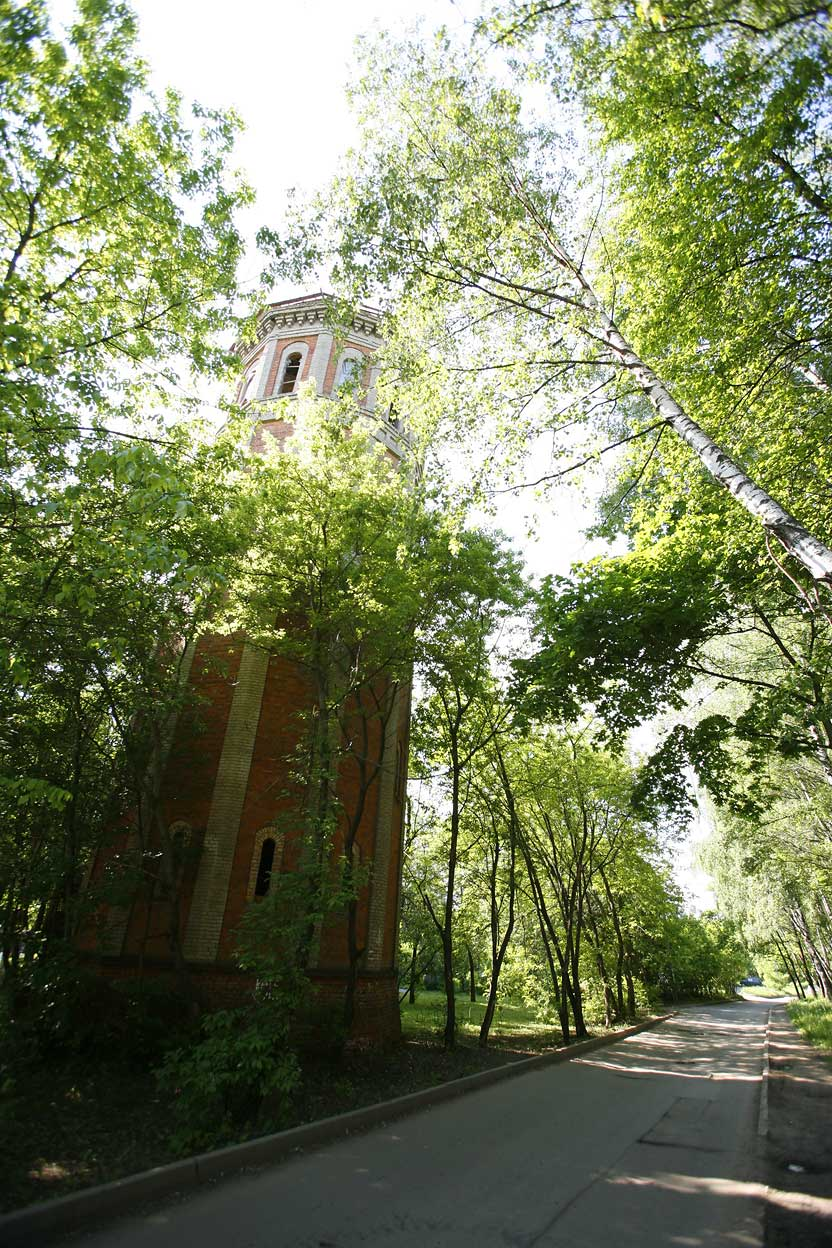
Заводская улица, вид с Медицинской улицы
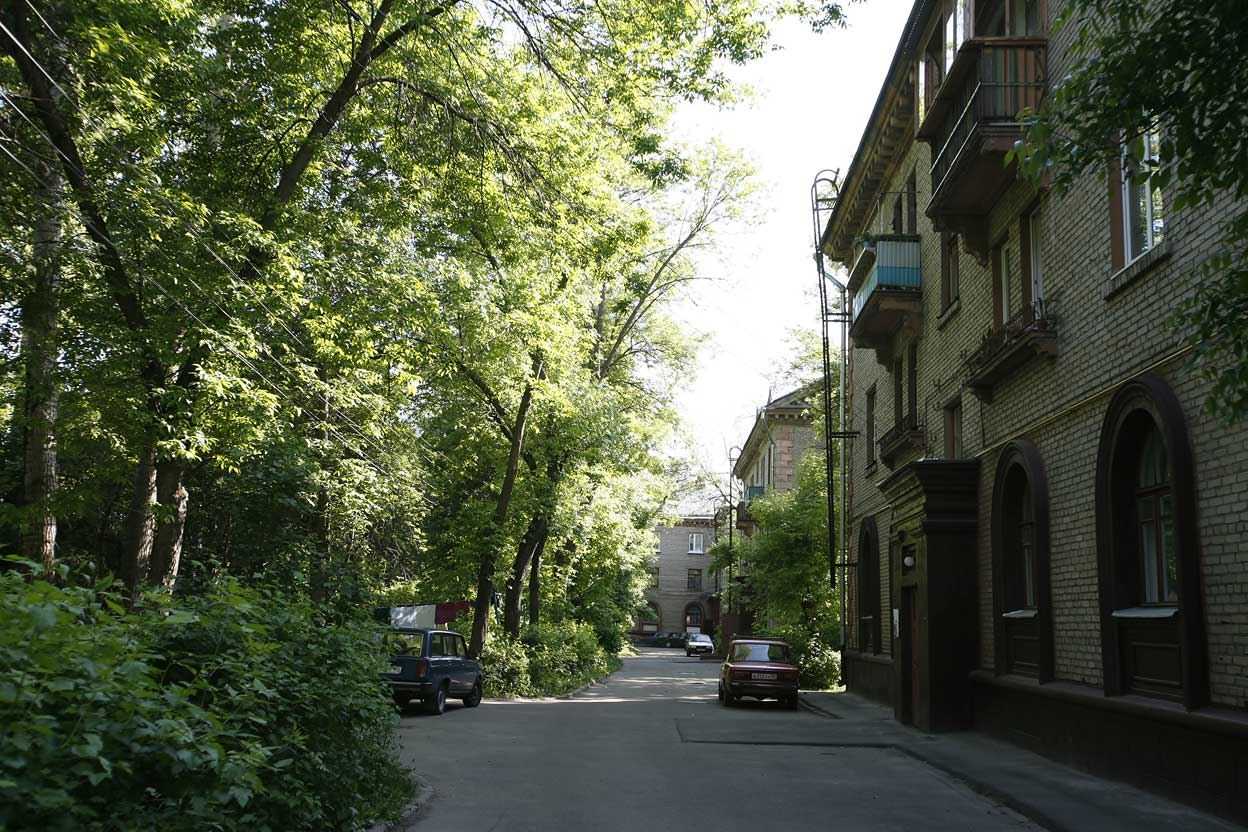
Заводская улица задний двор
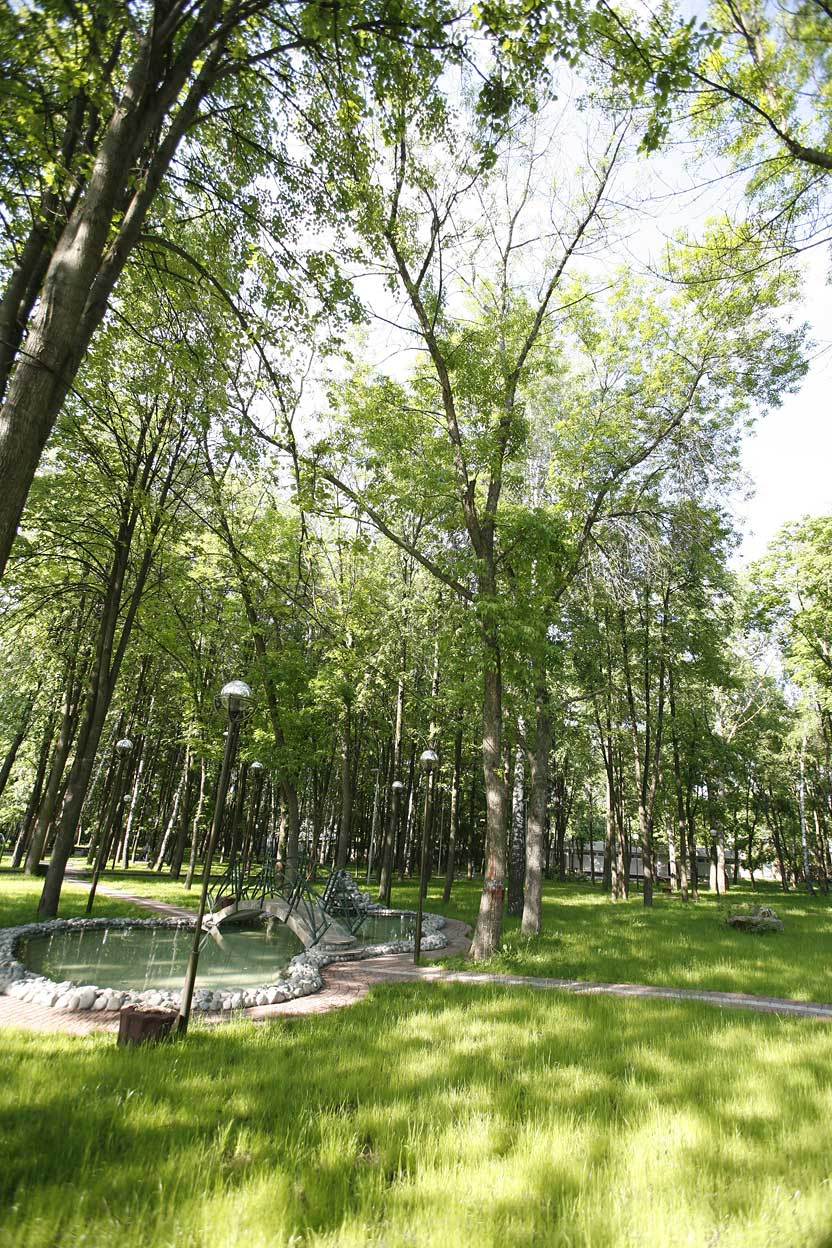
Новый городской парк
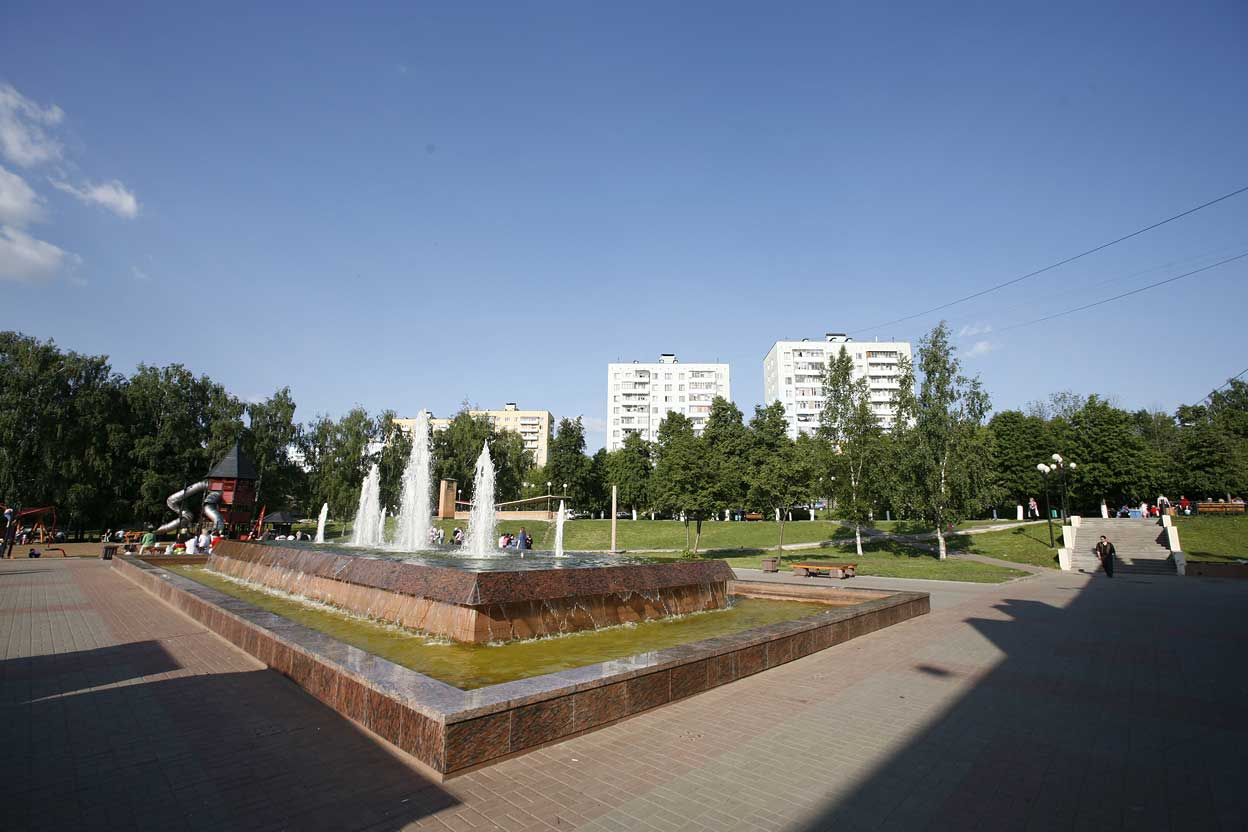
Фонтан на Советском проезде
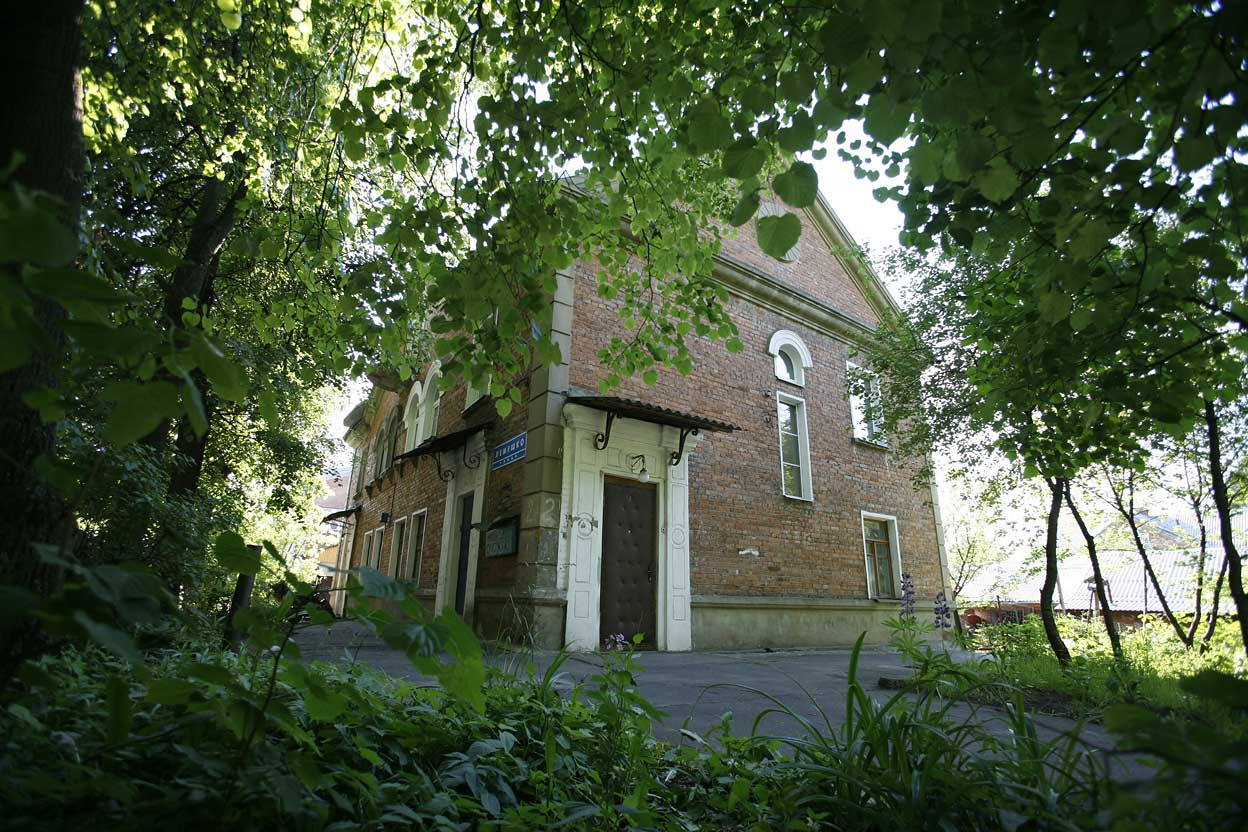
Старый дом на улице Лемешко
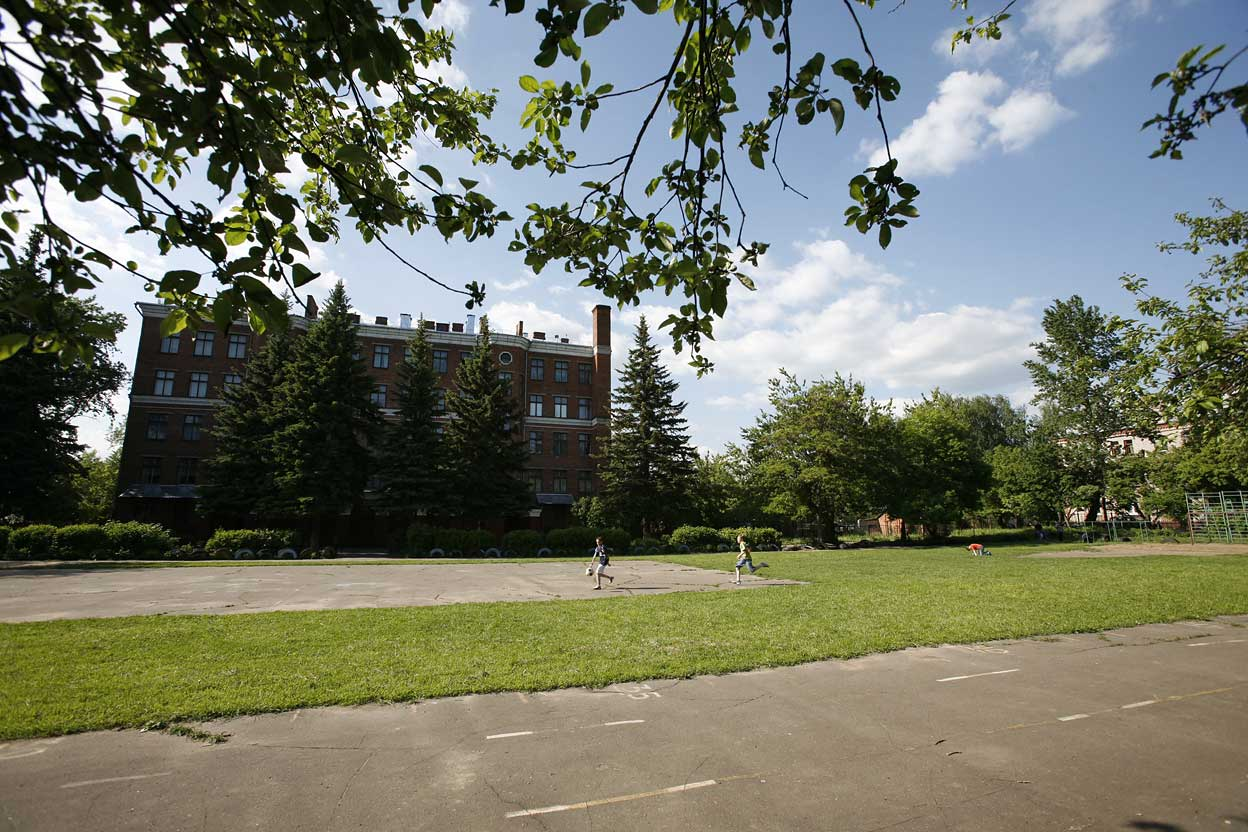
Школа № 1
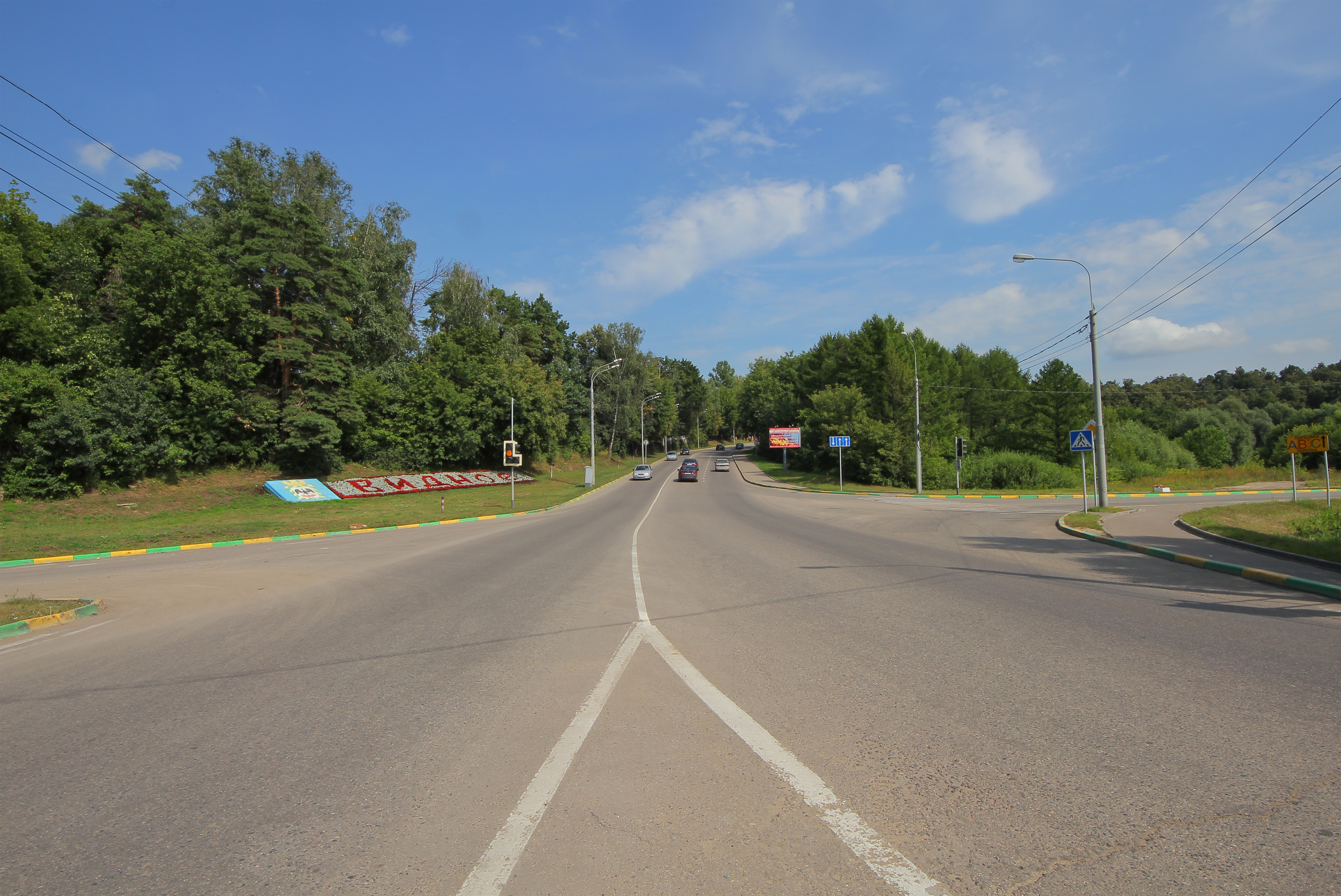
Школьная улица
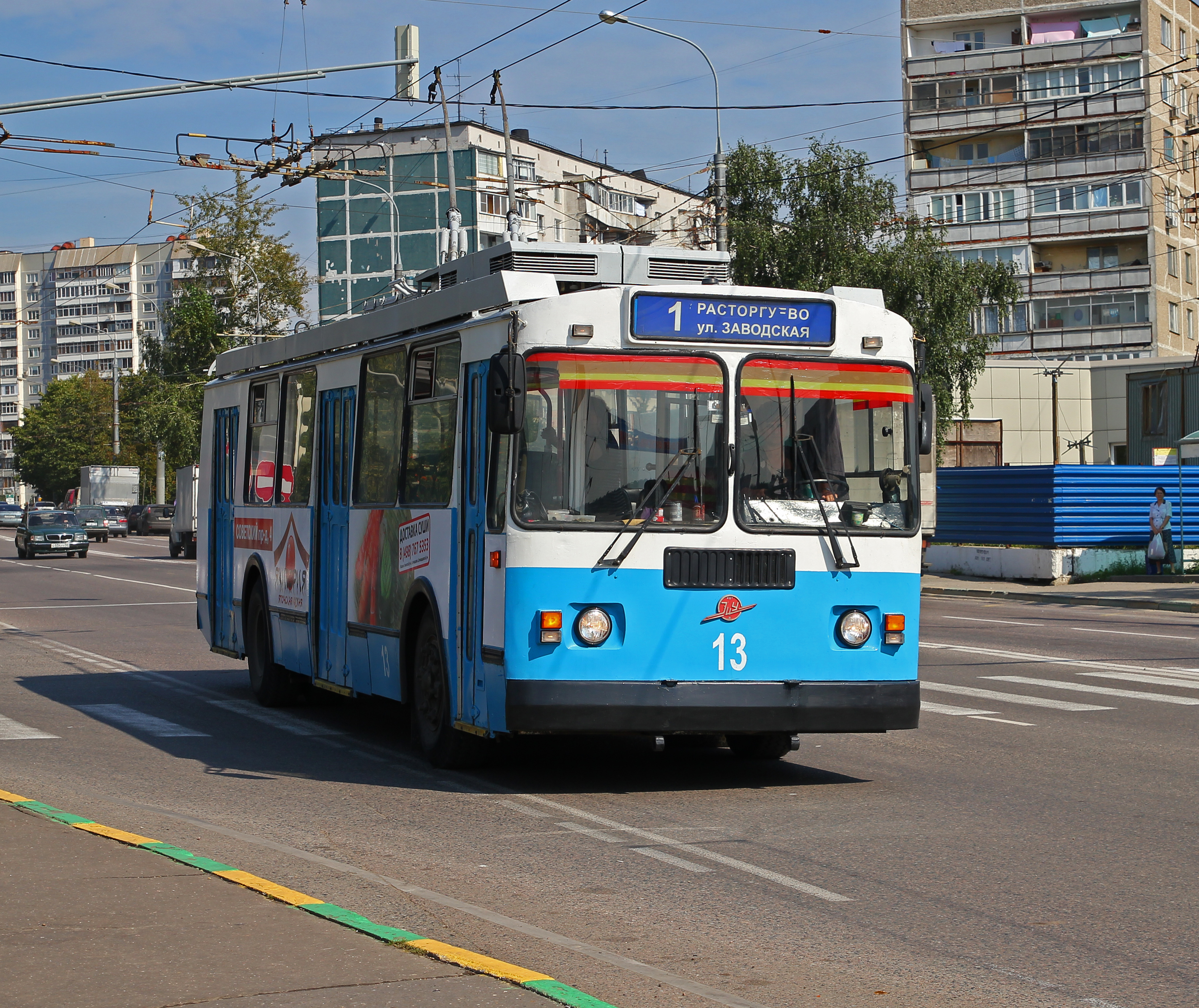
Троллейбус № 1 на проспекте Ленинского Комсомола